# 笑花偽
笑花偽（にこぷんニセ、生年月日不詳 - ）は、日本の漫画家、同人作家。男性。主に成年向け漫画雑誌で活動している。

## 来歴
元々は『ANGEL倶楽部』（エンジェル出版）の読者投稿コーナーの常連だったが、第1回エンジェル倶楽部新人賞に応募した作品「ヒトツブエリ」が奨励賞を受賞した事をきっかけに、2001年同誌でデビュー。以後一貫して同誌に作品が掲載されている。
2010年現在、「くの一 drop」を連載中。
2004年には単行本『フルコース』、2005年には『Peak -絶頂のカルテ』の翻訳版が台湾で発売された。
同人活動は、2000年から2001年にかけて同人サークル「FANGS」及び「METAL分室」から個人誌を発行していた他、サークルの合同誌への参加も行っていた。

## 作品リスト

### 単行本
全てエンジェル出版のエンジェルコミックスレーベルからの発行。
成人向け作品
- 『melt-down』 2002年9月 ISBN 978-4-8730-6150-4
- 『フルコース』 2003年8月 ISBN 978-4-8730-6174-0
- 『Peak -絶頂のカルテ』 2004年7月 ISBN 978-4-8730-6192-4
- 『まる齧り』 2005年5月 ISBN 978-4-8730-6212-9
- 『いっしょにね』 2006年8月 ISBN 978-4-8730-6245-7
- 『プリムの日記 だしちゃったで章』 2007年9月 ISBN 978-4-8730-6271-6
- 『プリムの日記 できちゃったで章』 2007年9月 ISBN 978-4-8730-6272-3
- 『粘着体質』 2008年11月 ISBN 978-4-8730-6308-9
- 『天使の課外授業』 2010年3月 ISBN 978-4-8730-6340-9
- 『孕みたい彼女（くノ一Drop）』 2011年7月 ISBN 978-4-8730-6390-4
- 『恋の膣女』 2012年6月 ISBN 978-4-8730-6424-6
- 『性乱荘 痴女の住家』 2013年2月 ISBN 978-4-8730-6485-7
- 『濃ゆ汁クリームパイ』 2014年7月 ISBN 978-4-8730-6581-6
- 『超最先端彼女』2015年11月 ISBN 9784873066738